# Virgen de los Remedios de la Pampanga
La Virgen de los Remedios de Pampanga es una advocación mariana venerada en Pampanga, Filipinas.
Coronada canónicamente por el papa Pío XII mediante una bula papal el 15 de julio de 1956, la Virgen María es considerada bajo este título patrona de Pampanga, siendo  su fiesta celebrada el 8 de septiembre, día en que también se festeja la Natividad de María.
La devoción a la Virgen de los Remedios de Pampanga, junto con la veneración al llamado Santo Cristo del Perdón, posee gran protagonismo en la Cruzada de Penitencia y Caridad, un grupo de oración formado por mujeres el cual se centra en la justicia social para con los pobres y los indigentes, aunque originalmente fue fundado para combatir el comunismo.

## Historia
Tras la Segunda Guerra Mundial, en la década de 1950, la provincia de Pampanga contaba con un gran número de comunistas que suponían una constante amenaza tanto para la religión católica como para el orden social de Filipinas; las clases media y baja solían tener conflictos con los terratenientes, lo que provocaba agitación a nivel político en la región. César María Guerrero, primer obispo de San Fernando, decidió revivir la devoción mariana (introducida en Manila y Pampanga en 1574 por los españoles) en un intento por calmar la situación. Guerrero era nativo de Malate, donde la iglesia local albergaba una imagen similar de Nuestra Señora de los Remedios. El obispo solicitó que la imagen de la Virgen, venerada entonces como Nuestra Señora de los Remedios en Baliti, Pampanga, fuese prestada por San Fernando para ayudarle con una nueva labor de apostolado encaminada hacia la paz y la reconciliación, denominada Cruzada de Penitencia y Caridad; numerosas mujeres ricas y viudas contribuyeron al grupo religioso mediante donaciones monetarias, además de las consiguientes procesiones y rezos del rosario, creándose estatutos para el apostolado con el fin de dotarlo de una mayor organización, todo lo cual supuso la obtención de popularidad entre los fieles así como el reconocimiento eclesiástico.
Para 1954, los habitantes de Baliti exigieron el retorno de la imagen de la Virgen. En consecuencia, Guerrero encargó al artista Victoriano Siongco la elaboración de una imagen de mayor tamaño de la Inmaculada Concepción para uso oficial por parte de la cruzada, siendo la talla de Baliti devuelta a su parroquia.

## Aprobación pontificia

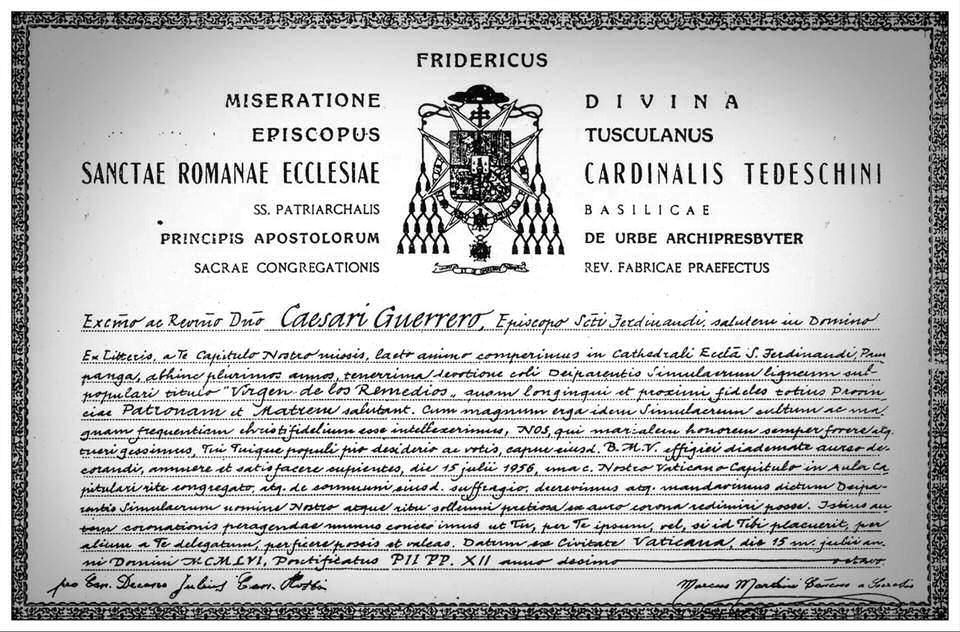
Decreto papal emitido por el papa Pío XII con motivo de la coronación canónica de la imagen en 1956.

El 11 de febrero de 1956, Guerrero realizó una petición al cardenal Federico Tedeschini, entonces datario del papa Pío XII, en la que solicitaba la coronación canónica de la Virgen de los Remedios de Pampanga. El 15 de julio del mismo año, el papa emitió un decreto pontificio autorizando la coronación, la cual tuvo lugar el 8 de septiembre, mismo día de su festividad.

## Festividad y veneración en Estados Unidos
La fiesta de la Virgen de los Remedios de Pampanga se celebra cada 8 de septiembre, día de la Natividad de María. En California, Estados Unidos, el arzobispo de Los Ángeles corona todos los años una réplica de la imagen en la Catedral de Nuestra Señora de los Ángeles.
En 2010, pampangos del Área de la Bahía de San Francisco empezaron a realizar una recreación anual de la coronación canónica. La coronación inicial se celebró en el Santuario de Nuestra Señora de la Paz en Santa Clara, California; desde entonces, esta ceremonia, celebrada el segundo domingo de noviembre, rota entre las diócesis de San José, Oakland y la arquidiócesis de San Francisco.